# Université de Trèves
L'université de Trèves (en allemand : Universität Trier) est une université publique située à Trèves (Rhénanie-Palatinat), en Allemagne.

## Histoire
En 1455, l'archevêque Jacques de Sierck obtint du souverain pontife l'autorisation de fonder une université. Mais, faute de subsides, il ne put mener à bien ce projet, qui n'aboutira qu'en 1473. 
En 1473, l'université a donc été fondée. 
En 1798, l'université a été fermée par ordre de l'administration française, à la suite de l'annexion de la République cisrhénane par la France et de la création du département français de la Sarre en 1797.
En 1970, l'université a été rétablie, après un hiatus de 172 ans. Le nouveau campus est situé sur les hauteurs de Tarforst, un quartier à la périphérie de la ville.

## Organisation
L'université dispose de six facultés, avec environ 620 membres du corps professoral et 15 200 étudiants en 2011.

### Facultés
- Faculté de pédagogie, philosophie, psychologie (environ 2 300 étudiants) ;
- Faculté de linguistique, littérature, médias (environ 2 700 étudiants) ;
- Faculté d'égyptologie, papyrologie, histoire, archéologie, histoire de l'art, politique (environ 1 700 étudiants) ;
- Faculté d'économie, sociologie, mathématiques, informatique (environ 3 300 étudiants) ;
- Faculté de droit (environ 1 800 étudiants) ;
- Faculté de géographie, sciences de la terre (environ 1 600 étudiants) ;

Il y a aussi une faculté de théologie catholique, affiliée à l'université, mais administrativement indépendante. Elle compte environ 300 étudiants.

## Source
- (en) Cet article est partiellement ou en totalité issu de l’article de Wikipédia en anglais intitulé « University of Trier » (voir la liste des auteurs).